# Tamim al-Muïzz ibn Bulugguín
Tamim al-Muïzz ibn Bulugguín ibn Badis ibn Habús ibn Ziri (àrab: تميم المعز بن بلقين بن باديس بن حبوس بن ماكسن بن زيري بن مناد الصنهاجي, Tamīm al-Muʿizz b. Buluqqīn (o Buluggīn) b. Bādīs b. Ḥabūs b. Māksan b. Zīrī b. Manād aṣ-Ṣinhājī), més conegut simplement com a Tamim ibn Bulugguín, (1062-1095) fou emir zírida de Màlaqa.
En morir assassinat el seu pare Bulugguín Sayf-ad-Dawla (1064), els seus fills van ocupar la posició d'hereus sota el seu avi Badis ibn Habús, a la mort del qual, en 1073, el seu germà Abd-Al·lah va esdevenir emir de Garnata i ell a Màlaqa. Aviat el nou emir granadí va fer aliança amb Alfons VI de Castella i Lleó, que estava aliat amb l'emir de Ixbíliya, i es va comprometre a pagar un tribut anual a canvi de no ajudar a Ixbíliya en cap atac; però el sevillà va tenir problemes amb els dhulnúnides de Tulàytula a causa de Qúrtuba i, mesos després, amb Múrsiya, on el visir Ibn Ammar volia esdevenir independent (1079), i ja no van representar un perill. Tamim es va oposar a aquesta política i els dos emirats es van enfrontar amb les armes sense resultats decisius.
Granada es va rendir als almoràvits el 8 de setembre de 1090; el 10 de novembre Abd-Al·lah fou destronat d'acord amb una fàtua dels ulemes, i enviat a Aghmat, al sud del Marroc. Tamim de Màlaqa va seguir la seva sort i fou enviat a l'exili, al Sus. Més tard es va poder instal·lar a Marràqueix, on va morir el 1095.